# Sant Blai de Les
Sant Blai de Les és una església romànica de Les (Vall d'Aran) inclosa a l'Inventari del Patrimoni Arquitectònic de Catalunya.

## Descripció
Sant Blai és una petita capella situada darrere un edifici noble del segle xvii anomenat Era Baronia, a l'extrem de la població de Les. Es tracta d'una capella o bé de la capçalera d'una església més gran inexistent. La construcció és una nau única molt curta acabada amb un absis semicircular. La coberta de quart d'esfera es prolonga en una volta de canó seguit. El que seria l'arc triomfal funciona com una porta d'accés de mig punt adovellada. Al capdamunt s'alça una espadanya d'una sola obertura. Al seu interior disposa de quatre finestres amb arc de mig punt adovellada i s'observen dos tipus diferents d'aparell que podrien correspondre a dues èpoques diferents. A la base trobem un parament de pedra irregular mentre que a la part superior s'observen filades de carreuons ben escairats. Dels extrems de l'arc presbiteral sobresurten dos trams de paret de gruix considerable que podrien correspondre als murs d'una església completa.